# Schloss Prittag

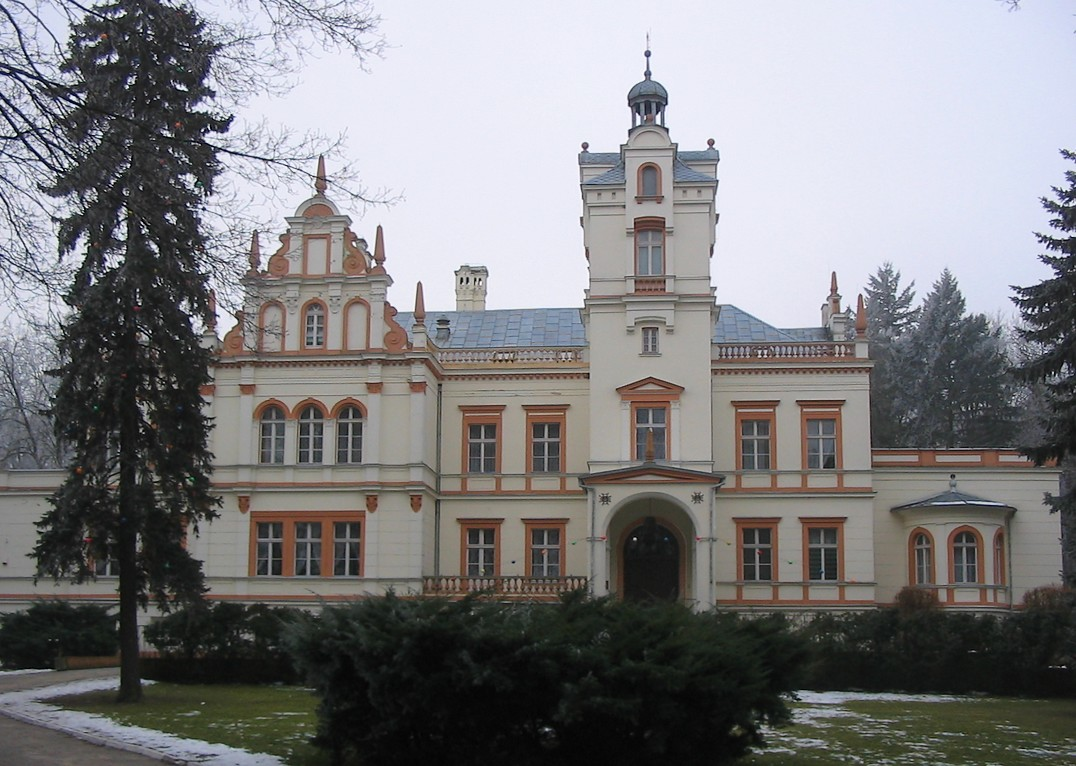
Schloss Prittag

Das Schloss Prittag (polnisch Pałac w Przytoku) in Przytok (deutsch Prittag) gehört zur Landgemeinde Zabór im Powiat Zielonogórski der Woiwodschaft Lebus in Polen.

## Geschichte
Joachim von Stentsch ließ 1596–1597 unter Einbezug eines vorher bestehenden gotischen Anwesens ein zweiflügeliges Renaissanceschloss und einen kleinen Landschaftspark errichten. Ab 1834 war Frederike von Ryssel Eigentümerin, in den 1860er Jahren ging das Schloss erbrechtlich an Emil Kracker von Schwarzenfeld. Dieser ließ das Schloss im Stil der Neorenaissance umgestalten. Ab 1891 war Graf von Finckenstein Besitzer, der 1895 das Renaissanceschloss abreißen ließ.
Infolge des Zweiten Weltkriegs fiel das Schloss 1945 zusammen mit dem größten Teil Schlesiens an Polen. Später wurde das Schloss als Ferienheim genutzt. Bei einem Brand wurde das Schloss 1990 stark beschädigt und in den Jahren darauf wiederhergestellt.

## Bauwerk
Der Bau, auf rechteckigem Grundriss angelegt, ist durch mehrere Risalite und Terrassen auf mehreren Ebenen stark gegliedert. Die Fassade ist durch Schmuckgiebel und verschiedenformige Fensterrahmungen vielfältig gestaltet. Der umgebende Landschaftspark ist von einem Wasserlauf und drei kleinen Teichen durchzogen.